# Głogówko (przystanek kolejowy)
Głogówko – przystanek kolejowy, posterunek odgałęźny i ładownia publiczna w Głogówku, w woj. dolnośląskim,  w Polsce.

## Ruch pasażerski[1]
| Rok  | Wymiana pasażerska na dobę |
| ---- | -------------------------- |
| 2017 | 50-99                      |
| 2018 | 50-99                      |
| 2019 | 50-99                      |
| 2020 | 50-99                      |
| 2021 | 50-99                      |
| 2022 | 50-99                      |
| 2023 | 50-99                      |